# Chiesa dei Santi Pietro e Paolo (Montepescini)
La chiesa dei Santi Pietro e Paolo è una chiesa cattolica situata a Montepescini, nel comune di Murlo.
La sua origine risale probabilmente all'XI secolo, ma le prime notizie certe sono del secolo successivo. Rimaneggiata nel XVII secolo, mostra i segni dell'origine romanica nella facciata, col tetto a capanna e parato a grosse bozze di pietra intervallate da scansioni in mattone. Gravemente danneggiata durante il passaggio delle truppe pisane nel 1332, subì ulteriori danni alla fine del Trecento per mano delle truppe fiorentine e non fu risparmiata durante il passaggio dell'esercito imperiale del 1554. Nonostante ciò, fu sottoposta a continui interventi di restauro che ne preservarono la struttura.